# Fenyőrigó
A fenyőrigó (Turdus pilaris) a madarak osztályának a verébalakúak (Passeriformes) rendjéhez, ezen belül a rigófélék (Turdidae) családjához tartozó faj. Európa és Ázsia északi részén fészkel erdőkben, bokros területeken. Akárcsak a legtöbb költöző madárfaj, a fenyőrigó is délebbre költözik a tél beköszönte előtt. A Brit-szigeteken igen ritkán költ, ám telelőterületnek nagy számban használja a szigeteket, Dél-Európát, Észak-Afrikát és a Közel-Keletet. Mindenevő, a puhatestűek, rovarok és földigiliszták széles skáláját fogyasztja nyaranta, míg télen bogyókkal, gabonával és magvakkal táplálkozik.
A fenyőrigó gyakran kisebb kolóniákban költ, feltehetően a ragadozók elleni védekezésképpen. Fészkeiket fák, bokrok villás ágaira helyezik el, melyekbe öt-hat tojást tojnak. A kikelt fiókák táplálásában mindkét szülő részt vesz és két hét után repülnek ki a fészekből. Fészkelőterületeinek délebben fekvő részein évente két fészekaljat is felnevel, míg északabbra csak évi egy fészekaljat képes felnevelni. Vándorlás közben és telelőterületein nagy csapatokba verődik, gyakran szőlőrigók társaságában.
A fenyőrigó mintegy 25 centiméteres testhosszal rendelkezik, szürke koronája, nyaka és farktollai vannak, sötét szárnyai és farktollai, valamint fehéres árnyalatú szárnyainak alsó része. Mellkasa és szárnyai erősen pettyezettek. Mellkasán  tollazat elmosódottan vöröses árnyalatú, míg testének alsó részei másutt fehérek. A hím és a tojó hasonló tollazattal rendelkezik, ám a nőstények némileg barnásabb árnyalatúak. A hímeknek egyszerű csevegő dala van és e madaraknak számos torokhangjuk van repüléskor és számos vészjelzést hallathatnak.

## Előfordulása
Észak-Európa, Ázsia nagy részén fenyvesekben él, a Kárpát-medencében ritka, de rendszeres fészkelő. A fenyőrigó költöző madár, mely a palearktikus faunatartományban él. E madárfaj Norvégia, Svédország, Finnország, Belgium, Németország, Svájc, Csehország, Szlovákia, Magyarország, Lengyelország, valamint Oroszországban Szibéria területén költ, akárcsak a Bajkálontúl területén az Aldan folyó vonaláig és a Tien-san hegység vonulatáig megtalálható. Telelőterülete Nyugat-Európát és Dél-Európát foglalja magába, valamint Észak-Afrikát, ugyanakkor nem túl gyakori madárfaj  Földközi-tenger térségében. Keleten élő egyedei a telet Anatóliában, Izraelben, Iránban, India északnyugati részein, esetenként Északkelet-Indiában töltik. Kóbor egyedei előfordulnak Izlandon, Grönlandon, a Spitzbergákon, a Kanári-szigeteken, a Baleár-szigetcsoport tagjain, Madeirán, Korzikán, Szardínián, Szicíliában, Máltán és Cipruson. 
Nyaranta a fenyőrigó a kevert faállományú erdőségekben gyakori, főleg nyír-, éger-, fenyőerdőkben, például a tűnyalábos fenyőket és a lucfenyőkkel borított erdőségeket kedveli, főleg azokat, melyek mocsarak közelében helyezkednek el. A fenyőrigók nem kerülik az ember közelségét, gyakorta előfordulnak mezőgazdasági területeken, gyümölcsösökben, parkokban és kertekben. E madárfaj a nyílt tundrát is benépesíti, valamint a hegyoldalak erdővel már nem borított területeit is. Telente nagyobb csapatokba verődik össze, melyek főleg a nyílt térségeken, gyümölcsösökben, mezőgazdasági területeken és szellősebb erdőségekben vernek tanyát. Nomád életmódot folytató madárfaj, mely a táplálékforrások után kutatva járja be a környező vidéket bogyók, rovarok után keresgélve. Az év utolsó hónapjaiban legelőkön és felszántott területeken is felbukkan.

## Megjelenése

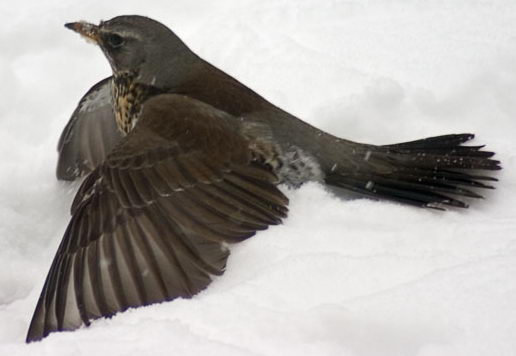
Enyhe teleken áttelel

A fenyőrigó könnyedén beazonosítható palaszürke fejéről, tarkójáról és nyakáról, sötétbarna hátáról, feketés farktollairól, valamint erősen pettyezett mellkasáról. Repüléskor szárnyainak fehéres alsó részei és hónalji részei teszik felismerhetővé. Éles „tsak tsak” hívása repülés közben szintén egyik jellegzetes ismertetőjegye. A hím egyedek homloka és koronája kékesszürke és minden tollban fut egy barnásfekete középső sáv. Homloka és szemkörnyéki régiói feketék és halvány színezetűek, szemük fölött halvány sávok húzódnak. Fülük fedőtollai, tarkójuk, nyakuk hátsó részei és faruk palaszürke tollazattal borított, gyakran fehér sávval elválasztva a többi más színezetű tollazattal borított részektől. lapockájuk és palástjuk sötét gesztenyebarna árnyalatú, középen futó sötét sávokkal és halvány tollhegyekkel. Tizennégy farktollának mindegyike hegyes, míg a szélső kettő farktollaik mindkét oldalon valamivel rövidebbek, mely lekerekített formát kölcsönöz farkának. Farktollai barnásfeketék, összetéveszthetetlen sötétebb sávokkal tarkítva, mely csak bizonyos szögből és megvilágítás mellett látszik jól. Hossza 25–26 centiméter, szárnyfesztávolsága 39–42 centiméter, súlya 80–120 gramm. Háta gesztenyebarna, hasa fehér, feje hamuszürke, farka fekete, melle és oldalai rozsdasárgák, hegyes, háromszög alakú sötétbarna foltokkal tarkázva. Csőre sárga, lábai sötétbarnák.
A nőstények hasonló megjelenésűek, mint a hímek, ugyanakkor palástjuk némileg barnásabb és a koronájuk keskenyebb fekete központi sávokat tartalmaz. Torkuk és begyük tollazata halványabb és kevesebb, kisebb pettyeket tartalmaz. Csőrük a hímek téli csőrszínéhez hasonló. A fiatal egyedek halványabb tollazatúak és kevésbé markánsan jelenik meg csíkozásuk és pettyeik is jelentéktelenebbek. A fiataloknak első vedlésük után alakul ki felnőttkori tollazatuk.

## Életmódja
A fenyőrigó mindenevő madárfaj. Állati eredetű táplálékai között rovarokat, bogarakat, csigákat, meztelencsigákat, pókokat, gilisztákat, lárvákat, legyeket, szöcskéket zsákmányol. Az ősszel beérő bogyós gyümölcsökből előszeretettel fogyaszt. Kedveli a galagonya, a magyal, a madárberkenye, a tiszafa, a boróka, a vadrózsa, a madárbirs, a tűztövis, a kökény, valamint a borbolya terméseit. A téli hónapok későbbi szakaszában a fákról lehullott almákat is elfogyasztja, gyommagvakon és gabonákon tengődik. Keményebb teleken, vagy, ha a táplálékforrások már kimerülőben vannak a fenyőrigó mocsarakat, vízpartokat keres fel, ahol puhatestűek után kutat.  A fenyőrigó akár 18 évig is él.
Déli irányba történő vándorlása októberben kezdődik, de az Egyesült Királyságba novemberben érkezik meg e madarak zöme. Néhányan közülük továbbállnak a kontinens távolabbi vidékei felé, míg mások a Brit-szigeteken töltik a telet.

## Szaporodása
A fenyőrigó ivarérettségét első, vagy második életévében éri el.
|  |  |  |  |

A költési időszak májusban kezdődik el Lengyelország vidékén, míg ettől északabbra, a messzi Skandinávia hűvösebb térségein csak kora júliusban kezd el költeni. A tojó építi meg a csésze formájú fészket, melyet meg sem kísérel elrejteni. A fészek elhelyezkedése igencsak változatos lehet. Fenyőrigó fészek gyakran erdőségekben, sövényekben, kertekben, sziklák közt, farakásban, fészerekben, vagy akár a földön is elhelyezkedhet. A fenyőrigók gyakran fészkelnek közel a többi fenyőrigó fészkeihez. A felnőtt egyedek agresszíven védik fészkeiket és a csoportos fészkelés segít védekezni a ragadozók ellen. A fészek száraz fűszálakból, gyomokból, néhány gallyból és némi mohából épül fel, melyet belülről sárral tapasztanak be, végül finom, puha szénaszálakkal bélelik ki.
Általában öt-hat tojást tojik a tojó, esetenként hármat, négyet, hetet, vagy nyolc darabot. A tojások mérete 28,8 millimétertől 20,9 milliméterig változik szélességben, míg hosszuk 33,5 és 23,4 milliméter között ingadozik. Tojásaik hasonló színűek, mint a fekete rigók tojásai. Alapszínük halványkék, amelyet barna, vagy vöröses pettyek díszítenek. A tojások kiköltése már azelőtt megkezdődik, mielőtt az összeset lerakta volna a tojó és tizenhárom-tizennégy napig tart a kotlás. A tojó kotlik döntő részben a tojásokon. A fejletlen fiókákat mindkét szülő táplálja. A fészek elhagyására általában tizennégy-tizenhat nap után képesek a kicsinyek, és általában két fészekaljat nevel fel egy fenyőrigó pár egy költési időszakban, főleg a fészkelőterületeinek délebbi részein.

## Védettsége
A fenyőrigó kiterjedt elterjedési területtel rendelkezik, melynek területét 10 millió négyzetkilométerre becsülik a szakértők, amelyen az összesített egyedszáma mintegy 44-96 millió egyedet számlál. Csak az európai populációját 42 és 72 millió egyed közé teszik. Becslések szerint Oroszországban mintegy húszezer fenyőrigó él. Populációjának létszáma stabilnak mondható, ezért e madárfaj nem fenyegetett fajnak számít a Természetvédelmi Világszövetség Vörös listáján. 
A fenyőrigó Magyarországon védett madárfaj, melynek természetvédelmi értéke 25 000 Ft.
Magyarországon 1951 és 2014 közt összesen 4 418 darab fenyőrigót gyűrűztek meg a szakemberek, melyből 285 egyed fióka volt. A hazánkban meggyűrűzött legtávolabbi előkerülést Oroszországból jelentették. A fenyőrigó egy évesnél idősebb egyedeit főleg január eleje és március vége között gyűrűzték meg, míg a meggyűrűzött fiókák döntő többsége május hónap során kapott azonosítót.